# 9783 Tensho-kan
9783 Tensho-kan è un asteroide della fascia principale. Scoperto nel 1994, presenta un'orbita caratterizzata da un semiasse maggiore pari a 2,6697299 UA e da un'eccentricità di 0,1044448, inclinata di 1,95791° rispetto all'eclittica.